# 史蒂夫·考汀
斯蒂芬·爱德华·考汀（英語：Stephen Edward Courtin，1942年9月21日—2022年8月6日），美国NBA联盟前职业篮球运动员。他在1964年的NBA选秀中第3轮第24顺位被辛辛纳提皇家选中。